# Estrada dos tijolos amarelos
A Estrada dos tijolos amarelos é um lugar ficcional na série de livros Oz, do autor americano L. Frank Baum.
A estrada é mais conhecida pelo clássico de 1939, O Mágico de Oz, vagamente baseado no livro de Baum. Na primeira edição do romance a estrada é principalmente referida como a "Estrada de Tijolos Amarelos". Na história original e em filmes posteriores com base nele, como The Wiz (1978), Dorothy Gale deve encontrar a estrada antes de embarcar em sua jornada, ao invés do tornado coloca-la diretamente na frente dele como no filme de 1939.

## História da estrada
A estrada é introduzida pela primeira vez no terceiro capítulo de The Wonderful Wizard of Oz. A estrada começa no coração do quadrante leste chamado País dos Munchkin na Terra de Oz. Ele funciona como um guia que leva todos os que segui-lo, até o destino, a capital de Oz chamada de Cidade das Esmeraldas, que está localizado no centro exato de todo o continente. No livro, a principal protagonista do romance, Dorothy, é forçada a procurar a estrada antes que ela possa começar sua busca pelo Mágico. Isso ocorre porque o ciclone do Kansas não a soltou perto dele como ocorre em várias adaptações para o cinema. Após o conselho dos nativos Munchkins nativas e sua amiga a Bruxa Boa do Norte, Dorothy começa a procura-lá e vê muitas estradas próximas, (todos as quais conduzem em várias direções). Felizmente ela não demora muito  para encontrar á pavimentada com tijolos amarelos brilhantes.
Mais tarde no livro, Dorothy e seus companheiros, o Espantalho, Homem de Lata e Leão Covarde, descobrem que a estrada tem caído em desuso em algumas partes da terra, tendo vários abismos quebrados terminando em falésias perigosas com abismos mortais. No final do livro, aprendemos a história da estrada; ao contrário da prequela da Disney, Oz: The Great and Powerful (2013), a Cidade das Esmeraldas e a estrada de tijolos amarelos não existiam antes da chegada do Mágico. Quando Oscar Diggs chegou a Oz através de balão de ar quente que tinha sido varrido por uma tempestade, os povos da terra, estavam convencidos de que ele era o grande "Mágico", de uma profecia há muito tempo aguardada em Oz. Desde a recente queda do Rei Pastoria de Oz, e o misterioso desaparecimento da sua filha Princesa Ozma, Oscar imediatamente proclamou-se como novo governante de Oz e teve seu povo construir a estrada, bem como a cidade em sua honra.
No segundo livro Oz, The Marvelous Land of Oz, Tip e seu companheiro Jack Cabeça de Aboborá, seguem igualmente uma estrada de tijolos amarelos para chegar a Cidade das Esmeraldas após sua partida do norte da Oz, o País dos Gillikin. No livro The Patchwork Girl of Oz, é revelado que há duas estradas de tijolos amarelos no país dos Munchkin para a Cidade das Esmeralda: de acordo com o Shaggy Man, Dorothy foi pela mais longa e perigosa em O Mágico de Oz.
No filme clássico de 1939, uma estrada de tijolos vermelhos pode ser vista começando no mesmo ponto que a estrada de tijolos amarelos e está entrelaçada com ela, apesar de aparentemente ir em uma direção diferente. Esta versão da estrada não existe nos livros de Baum. Além disso, no campo de milho, onde Dorothy conhece e faz amizade com o Espantalho, há uma bifurcação na estrada de tijolos amarelos levando em direções diferentes. Felizmente eles escolhem o lado certo que leva a Cidade das Esmeraldas.
Na semi-sequela do filme de 1939, Return to Oz (1985), Dorothy retorna à Oz seis meses depois de ser mandada de volta para casa no Kansas em sua primeira visita. Após sua segunda chegada, ela encontra a estrada de tijolos amarelos em ruínas pelas mãos do malvado Rei Nomo que também conquistou a Cidade das Esmeraldas. No final, presume-se que depois que ela o derrota e salva a cidade e os seus cidadãos, a estrada é restaurada também.

## Estrada reais de tijolos amarelos
A estrado real é acreditado para ser em Peekskill, Nova Iorque, onde L. Frank Baum participou da Peekskill Academia Militar. Ithaca, Nova Iorque, também afirma ser a inspiração de Frank Baum. Ele abriu uma estrada excursão de seu musical, The Maid of Arran, em Ithaca, e ele conheceu sua futura esposa Maud Gage Baum, enquanto ela estava freqüentando a Universidade de Cornell. No momento, as estradas locais eram pavimentadas de tijolos amarelos. Estradas de tijolos amarelos também pode ser encontradas em Aberdeen, Dakota do Sul.; Albânia, Nova Iorque; Rossville, Maryland; Montclair, Nova Jérsei; Bronxville, Nova Iorque; Chicago, Illinois; Liberal, Kansas; Sedan, Kansas e Chittenango, Nova Iorque, bem como uma escola em Abington, Pensilvânia, e fora dos EUA, em Sófia, Bulgária.
Duas referências diretas, e a apenas publicado, para a origem da Estrada dos tijolos amarelo veio dos próprios descendentes de Baum: seu filho Frank Baum Joslyn para agradar uma criança e outra por Roger S. Baum, o bisneto de L. Frank Baum, que declarou: "a maioria das pessoas não percebem que O Mágico de Oz foi escrito em Chicago, e a Estrada de tijolos amarelos foi nomeado após sinuosas estradas de paralelepípedos em Holland, Michigan, onde bisavô passou as férias com sua família."
Dallas, Texas faz uma alegação de que Baum uma vez ficou em um hotel no centro durante sua carreira no jornal, num momento em que as ruas eram pavimentadas com blocos de madeira da Bois D'Arc também conhecidos como Osage Orange. Supostamente depois de uma tempestade, o sol saiu e ele viu a estrada de tijolos amarelos claros a partir da janela do seu quarto.
O Oz Vision Fundo foi criado em novembro de 2009 para arrecadar fundos que serão usados para aumentar a conscientização, melhoria e desenvolvimento das atrações relacionadas com Oz ativas em Wamego, Kansas. O primeiro fundo inclui a venda de tijolos amarelos gravados com nome da pessoa, que se tornará parte da passarela permanente (chamada de "Estrada dos Tijolos Amarelos") no centro de Wamego.

## Na cultura popular
- Inspirou o título, capa, e canção título do Goodbye Yellow Brick Road (1973) do Elton John.
- Inspirou o título da canção do artista de hip-hop, Eminem.
- Inspirou o título da canção do músico americano, Captain Beefheart, em seu álbum Safe as Milk (1967).
- Inspirou o título do filme de terror, YellowBrickRoad.
- Uma canção de Arctic Monkeys é chamada "Old Yellow Bricks".
- O rapper americano Bones faz referência à estrada em sua música TheRoadLessTraveled, no trecho: "Você poderia caminhar um milhão de tijolos amarelos e nunca chegar a Oz".
- Comentando sobre a canção "The Sweet Escape", a cantora Gwen Stefani afirmou que iria colocá-la "sobre a estrada de tijolos amarelos para a gravação de No Doubt, que eu poderia fazer."
- Oprah Winfrey referiu se a seu sucesso como uma "estrada de tijolos amarelos de bênçãos" tanto durante o anúncio da decisão de terminar seu talk show e o episódio de despedida.
- A banda americana, Breaking Benjamin, também fazem referência a Estrada em sua canção "Home".
- Em Gypsy, do álbum Artpop da Lady Gaga, também há uma referência a Estrada.